# Hublot

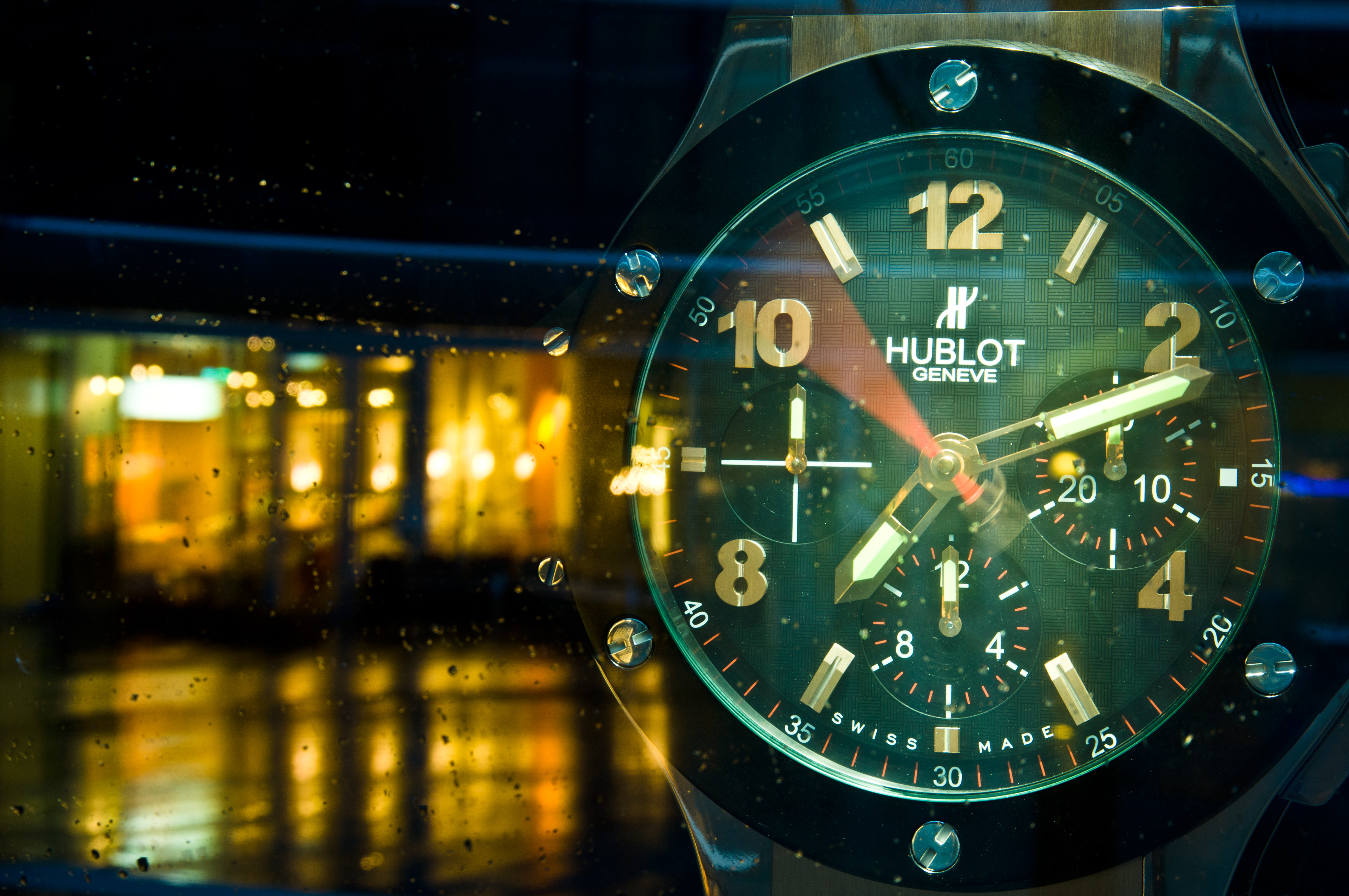
Übergrosse Hublot-Uhr in der Warschauer Hublot-Boutique

Hublot [yblo (= «üblo» gesprochen)] (französisch Bullauge) ist eine Schweizer Uhrenmanufaktur im Luxussegment mit Hauptsitz in Nyon. Das Unternehmen gehört zum französischen Luxusgüterkonzern LVMH.

## Geschichte
Der italienische Gründer des Unternehmens, Carlo Crocco, begann im Jahr 1975 unter der Markenbezeichnung Marie-Daniel-Montre (dem Namen seiner Frau), Uhren in Italien zu verkaufen. Diese wiesen bereits gewisse Ähnlichkeiten zu den späteren Hublot-Modellen auf und legten den namentlichen Grundstein für das Unternehmen MDM. Der Start der Marke Hublot erfolgte im Jahr 1980 an der Basler Uhrenmesse. Die Uhren hatten Kautschukarmbänder und das Startmodell verfügte – einem Bullauge ähnlich – über einen Klappdeckel auf der Zifferblatt-Seite, was Inspiration für den Markennamen war. Im Jahr 2004 wechselte Jean-Claude Biver als CEO und Minderheitsaktionär zu der Marke, 2005 erfolgte die Präsentation der Modellreihe Big Bang. Hublot öffnete seine erste Boutique im Februar 2007 in Paris. Im Hôtel Byblos Saint-Tropez wurde die zweite Boutique im Sommer 2007 eröffnet. Seither hat Hublot mehr als 30 Boutiquen weltweit eröffnet.
2008 entwickelte Hublot zusammen mit dem Bündner Skihersteller Zai einen Ski, bei dem erstmals im Skibau die Oberfläche der Ski mit dem vulkanisierten Naturkautschuk der Hublot-Armbänder belegt wurde. 111 Exemplare wurden produziert.
Im April 2008 erwarb die Luxusgüter-Gruppe LVMH die Marke Hublot durch den Kauf der Anteile vom Gründer Carlo Crocco und vom Geschäftsführer Jean-Claude Biver sowie durch die Übernahme eines kooperierenden Unternehmens im Besitz Bivers. LVMH erweiterte damit ihr schon existierendes Portfolio von Uhrenmarken, zu dem auch TAG Heuer gehört.
Hublot stellte als Hommage an den Mechanismus von Antikythera im Oktober 2011 auf der Messe Belles Montres in Shanghai einen modernen Nachbau des Mechanismus vor, der anschliessend im Musée des arts et métiers in Paris zu sehen war.
Im Januar 2012 übernahm Ricardo Guadeloupe die Position des CEOs von Jean-Claude Biver. 2013 brachte Hublot mit der Big Bang $ 5 Million (auch nur als The Hublot bezeichnet) die bis damals teuerste Armbanduhr der Welt auf den Markt.
Der Anteil selbst hergestellter Komponenten wurde und wird laufend erhöht. 2015 und 2016 wurde Hublot von Interbrand auf dem 40. Platz der wertvollsten Schweizer Marken geführt.

## Fußball
Hublot ist seit der Fußball-Weltmeisterschaft 2010 offizieller Zeitnehmer des größten Fußballturniers der Welt. Die Schiedsrichter werden mit Hublot-Smartwatches ausgestattet. Die Schiedsrichtertafel, mit welcher die Nachspielzeit und die Nummern der Spieler bei einem Wechsel angezeigt werden, trägt bei der Weltmeisterschaft das Firmenlogo von Hublot und wurde dem Design der Hublot-Uhren nachempfunden. Auch bei den Fußball-Europameisterschaften ist Hublot der offizielle Zeitnehmer, darüber hinaus bei den entsprechenden Damenturnieren (Frauen-Fußball-Weltmeisterschaft und -Europameisterschaft).